# Еліягу Краузе

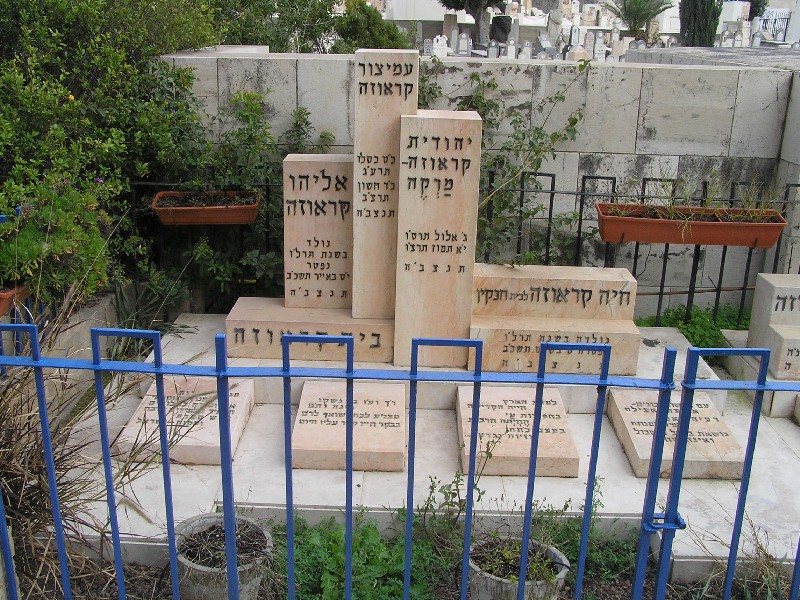
Могили Еліягу Краузе та членів його родини на цвинтарі Трумпельдор у Тель-Авіві

Еліягу Краузе (івр. אליהו קרָאוּזֶה; вересень 1878, Бердянськ, Російська імперія — 23 травня 1962, Тель-Авів, Ізраїль) — фахівець-агроном, керуючий фермою Саджера та керівник сільськогосподарської школи Мікве-Ісраель.

## Життєпис
Краузе здійснив алію з Криму до Палестини зі своїм братом Ефраїмом в 1892 році, в роки першої Алії. Брати вступили до аграрної школи «Мікве Ісраель», яку Еліяху Краузе закінчив з відзнакою. Після закінчення цього закладу освіти він за дорученням єврейського колонізаційного товариства був направлений до Ізміру в Туреччині. В околицях цього міста він заснував сільськогосподарську школу для євреїв «Ор Єгуда». З 1901 по 1913 рік Краузе був директором ферми Саджера та її агрономом, а також займався створенням заповідника «Бейт Кешет». Краузе заохочував залучення до роботи жінок — із 18 членів його колективу шестеро були жінками. Хоча ферма Саджера призначалася, перш за все, для навчання єврейських фермерів та охоронців, коли на фермі оселилися члени організації Бар Гіора, Краузе відмовлявся доручити їм охорону ферми, поки вони не довели, що охоронець-черкес недостатньо пильний.
З початком у 1914 році Першої світової війни Краузе був призначений керівником «Мікве Ісраель» і залишався на цій посаді протягом 42 років. З моменту заснування школи заняття в ній проводилися тільки французькою мовою, але в 1918 році, коли «війна мов» закінчилася, Краузе переконав Всесвітній єврейський союз, який курував школу, ввести викладання івритом.
Краузе одружився з Хаєю, донькою Єгуди Лейба Ханкіна (сестрою Єгошуа Ханкіна). В шлюбі народилося троє дітей. 
Еліягу Краузе помер у 1962 році на 84-му році життя і був похований на кладовищі Трумпельдор у Тель-Авіві.
На честь Краузе названі вулиці в ряді міст Ізраїлю, у тому числі пішохідна вулиця Краузе в Нетаньї, а також мошав Талмей-Еліягу (івр. תלמי אליהו), заснований в 1970 році.